# Sergueï Petrenko (football)
Pour les articles homonymes, voir Sergueï Petrenko et Petrenko.
Sergueï Anatoliévitch Petrenko (en russe : Сергей Анатольевич Петренко) est un footballeur russe puis reconverti entraîneur, né le 7 juillet 1955 à Moscou en Union soviétique.

## Biographie

### Carrière de joueur
Formé à l'école de football de la jeunesse de Moscou entre 1965 et 1972, Petrenko intègre par la suite les rangs du Torpedo Moscou, club avec lequel il passe l'intégralité de sa carrière professionnelle, démarrant en 1974 pour se conclure en 1985. Il y remporte notamment le championnat soviétique à une reprise en terminant vainqueur de la phase Automne de la saison 1976, lui permettant de prendre part à la Coupe des clubs champions 1977-1978 où il dispute les deux seuls matchs joués par son équipe éliminée par Benfica dès le premier tour. Une troisième place la saison suivante lui permet de participer à la Coupe UEFA 1978-1979, où le Torpedo parvient cette fois à rallier le second tour avant d'être vaincu par le VfB Stuttgart. Sa dernière participation en compétition européenne a lieu dans le cadre de la Coupe des coupes 1982-1983, pour laquelle son club est qualifié en tant que finaliste de la Coupe d'Union soviétique, et le voit jouer un des deux seuls matchs de son équipe sortie d'entrée par le Bayern Munich.
En onze ans, Petrenko dispute en tout 331 matchs sous le maillot moscovite, incluant 277 matchs en championnat soviétique et 13 en Coupes d'Europe, pour un total de 26 buts inscrits.

### Carrière d'entraîneur
Peu après sa retraite sportive, Petrenko devient formateur à son ancienne école de football, dont il entraîne brièvement l'équipe amateur en 1990, avant d'officier dans le même rôle au Torpedo Moscou entre 1992 et 1995. Il entraîne par ailleurs la réserve du club durant toute cette période et occupe brièvement le poste d'entraîneur de l'équipe première par intérim durant la saison 1994.
Il devient le premier entraîneur du nouvellement formé Torpedo-ZIL Moscou durant le mois de février 1997, qu'il fait monter en troisième division à l'issue de la saison 1997, avant d'être renvoyé de son poste en septembre 1998 après une série de défaites incluant une élimination en seizièmes de finale de la Coupe de Russie face au Dynamo Moscou sur le score de 7-0.
Après son renvoi du Torpedo-ZIL, Petrenko retrouve rapidement son poste d'entraîneur à l'équipe réserve du Torpedo Moscou, qu'il occupe jusqu'au mois de juillet 2002 où il est nommé entraîneur principal de l'équipe première. Sous ses ordres, le club participe notamment à la Coupe UEFA en 2004 et termine quatrième et cinquième du championnat respectivement en 2002 et en 2004 ; il démissionne cependant en septembre 2006 alors que le club se trouve en position de relégable en championnat.
Après un bref passage en Lettonie au FC Daugava entre décembre 2006 et mai 2007, Petrenko retrouve le championnat russe en étant nommé entraîneur du Volga Nijni Novgorod, club de troisième division, durant le mois de décembre 2007. Sa première saison est un succès, le club terminant premier de son groupe et étant promu en deuxième division. Il démissionne cependant de son poste durant le mois de juin 2009.
Il rejoint le club kazakh du Tobol Kostanaï en juin 2011, avant de démissionner trois mois plus tard. Son dernier poste est un passage au Ienisseï Krasnoïarsk, en deuxième division, qu'il rejoint à la fin du mois de septembre 2013, avant d'en être renvoyé en mai 2014 après une décevante treizième place en championnat.
Durant l'été 2018, Petrenko devient le directeur du centre de formation du Veles Moscou, club de la troisième division russe. À la fin du mois d'avril 2022, il est appelé à la tête de l'équipe première, montée entre-temps à l'échelon supérieur, pour le reste de la saison 2021-2022 après le départ de Denis Bouchouïev.

## Statistiques
| Saison                | Club                  | Championnat           | Championnat | Championnat | Coupe(s) nationale(s) | Coupe(s) nationale(s) | Compétition(s) continentale(s) | Compétition(s) continentale(s) | Compétition(s) continentale(s) | Total | Total |
| Saison                | Club                  | Division              | M.          | B.          | M.                    | B.                    | Comp.                          | M.                             | B.                             | M.    | B.    |
| 1974                  | Torpedo Moscou        | D1                    | 4           | 0           | -                     | -                     | -                              | -                              | -                              | 4     | 0     |
| 1975                  | Torpedo Moscou        | D1                    | 18          | 3           | 1                     | 0                     | -                              | -                              | -                              | 19    | 3     |
| 1976                  | Torpedo Moscou        | D1                    | 17          | 0           | 2                     | 0                     | C3                             | 6                              | 1                              | 25    | 1     |
| 1977                  | Torpedo Moscou        | D1                    | 29          | 3           | 3                     | 0                     | -                              | -                              | -                              | 32    | 3     |
| 1978                  | Torpedo Moscou        | D1                    | 30          | 4           | 7                     | 1                     | C1                             | 2                              | 0                              | 39    | 5     |
| 1979                  | Torpedo Moscou        | D1                    | 33          | 1           | 5                     | 0                     | C3                             | 4                              | 0                              | 42    | 1     |
| 1980                  | Torpedo Moscou        | D1                    | 33          | 3           | 7                     | 0                     | -                              | -                              | -                              | 40    | 3     |
| 1981                  | Torpedo Moscou        | D1                    | 24          | 3           | 1                     | 0                     | -                              | -                              | -                              | 25    | 3     |
| 1982                  | Torpedo Moscou        | D1                    | 23          | 1           | 9                     | 0                     | -                              | -                              | -                              | 32    | 1     |
| 1983                  | Torpedo Moscou        | D1                    | 33          | 5           | 2                     | 0                     | C2                             | 1                              | 0                              | 36    | 5     |
| 1984                  | Torpedo Moscou        | D1                    | 23          | 1           | 2                     | 0                     | -                              | -                              | -                              | 25    | 1     |
| 1985                  | Torpedo Moscou        | D1                    | 10          | 0           | 2                     | 0                     | -                              | -                              | -                              | 12    | 0     |
| Total sur la carrière | Total sur la carrière | Total sur la carrière | 277         | 24          | 41                    | 1                     | -                              | 13                             | 1                              | 331   | 26    |

## Palmarès
Sous les couleurs du Torpedo Moscou, Petrenko termine champion de la phase automnale du championnat soviétique de 1976 puis troisième la saison suivante. Il est par ailleurs finaliste de la Coupe d'Union soviétique en 1977 et en 1982.